# 赫利亞德基 (特諾皮爾州)
49°40′0″N 25°28′16″E / 49.66667°N 25.47111°E
赫利亞德基（羅馬化：Hliadky）是烏克蘭的村落，位於該國西部捷爾諾波爾州，由捷尔诺波尔区負責管轄，始建於1585年，面積0.97平方公里，2001年人口272，人口密度每平方公里280.4人。